# Pauline Wengeroff

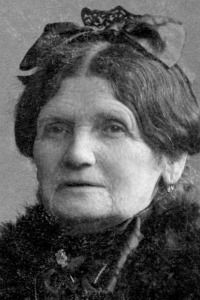
Pauline Wengeroff

Pauline Wengeroff (russisch Полина Юльевна Венгерова, Polina Juljewna Wengerowa; * 1833 in Babrujsk; † 1916 in Minsk) war eine russisch-jüdische Autorin. Sie hinterließ kulturgeschichtlich bedeutsame Memoiren zur Welt der russisch-jüdischen Frau.
Sie ist die Mutter von Isabelle Vengerova und dem Historiker und Literaturkritiker Semjon Afanasjewitsch Wengerow (17. April 1855 – 14. September 1920).

## Veröffentlichungen
- Memoiren einer Grossmutter: Bilder aus der Kulturgeschichte der Juden Russlands im 19. Jahrhundert, Band 1, Berlin 1908; Band 2, Berlin 1910 (mehrere Auflagen)